# Star und Badewännlein
Star und Badewännlein ist ein Märchen (vgl. AaTh 938*). Es steht in Ludwig Bechsteins Deutsches Märchenbuch an Stelle 19 (1845 Nr. 21) und basiert auf der Ballade Der Staar und das Badwännelein in von Arnims und Brentanos Des Knaben Wunderhorn.

## Inhalt

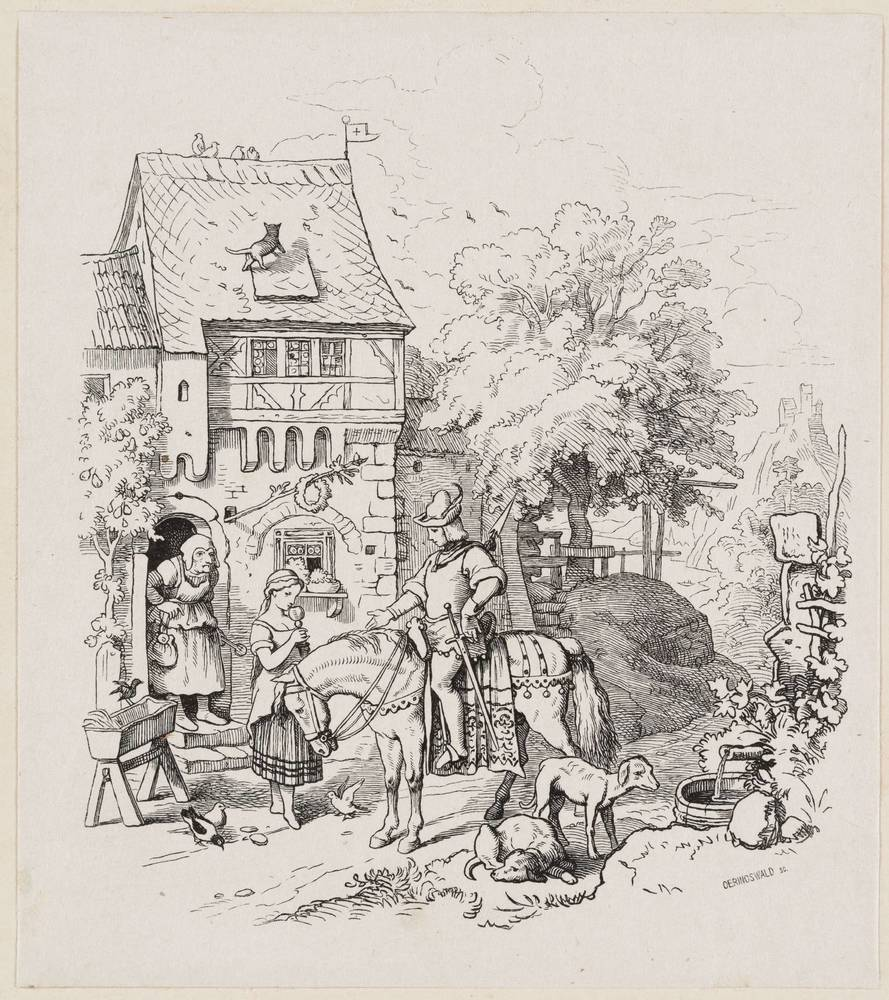
Holzschnitt, Ludwig Richter

Ein Ritter namens Konrad lässt sich in einem Wirtshaus von einem Mädchen, das laut Aussage der Wirtin als Findelkind aufgenommen wurde, Wein einschenken. Das Mädchen gefällt dem Ritter und er bittet um Quartier und ein Fußbad. Dafür pflückt das Mädchen Rosmarin, Thymian und Majoran und hört dabei einen Star singen, dass sie einst in derselben Fußwanne ins Haus gebracht worden und ihr Vater deshalb vor Gram gestorben sei. Konrad bemerkt in der Fußwanne das Wappen des „Königs am Rhein“ sowie ein Muttermal am Hals des Mädchens und erkennt darin seine Zwillingsschwester. Als die Wirtin am nächsten Morgen nach dem Mädchen ruft, singt der Star, dass das Mädchen als Kind von der Wirtin entführt worden sei. Konrad zückt sein Schwert und spießt es „der Wirtin durch die Ohren […], zu einem hinein, zum andern heraus“. Konrad reitet mit seiner Schwester und dem Star zu ihrer Mutter im Königsschloss, und der Star darf fortan hinter einem goldenen Gitter in der Wanne wohnen.

## Herkunft und Bearbeitung

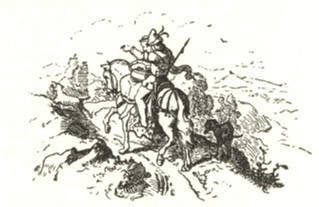
Holzschnitt, Ludwig Richter

Bechstein notiert: „Nach einem Volksliede“, Der Staar und das Badwännelein in Des Knaben Wunderhorn. Er schrieb die Ballade in Prosa um, behielt aber das Lied des Stars, das dreimal wiederholt wird:
„O weh, du Braut, du Findelkind! [Vorlage: O weh du Braut! du Findelkind,]
Weißt nicht, wer dein Vater und Mutter sind!“ [Vorlage: Weißt nicht wo Vater und Mutter sind.]
Und zuletzt:
„Der Zigeunerin tun die Ohren so weh, [Vorlage: Und sang: „O weh mein Ohr thut weh,]
Sie wird keine Kinder stehlen mehr!“ [Vorlage: Ich will keine Kinder stehlen mehr.]
Erst bei Bechstein ist die Wirtin Zigeunerin, „ein häßliches Weib von brauner Gesichtsfarbe.“ Wörtliche Reden weichen ab, im Original erzählt das Mädchen der Mutter, bei Bechstein der Star, wie es vor 18 Jahren geraubt wurde. Die Handlung ist gleich.
Vgl. Clemens Brentanos Mährchen vom Murmelthier in Die Mährchen vom Rhein. Der Vogelvers ist etwas ähnlich in Grimms KHM 40 Der Räuberbräutigam. Das „durch die Ohren […], zu einem hinein, zum andern heraus“ klingt fast wie Uhlands Schwäbische Kunde: „Zur Rechten sieht man, wie zur Linken …“